# سپاه جاگر
سپاه جاگر (دانمارکی: Jægerkorpset) سپاه نیروهای ویژه زیرمجموعه ارتش پادشاهی دانمارک است، که در سال ۱۹۶۱ تأسیس شد.